# Amós Salvador Rodrigáñez
Amós Salvador Rodrigáñez (Logroño, 31 de marzo de 1845-Logroño, 4 de noviembre de 1922) fue un ingeniero y político español, ministro de Hacienda durante la regencia de María Cristina de Habsburgo-Lorena y ya durante el reinado de Alfonso XIII, ministro de Agricultura, Industria, Comercio y Obras Públicas, nuevamente ministro de Hacienda, Instrucción Pública y Bellas Artes, y, de nuevo, ministro de Ministro de Fomento.

## Biografía

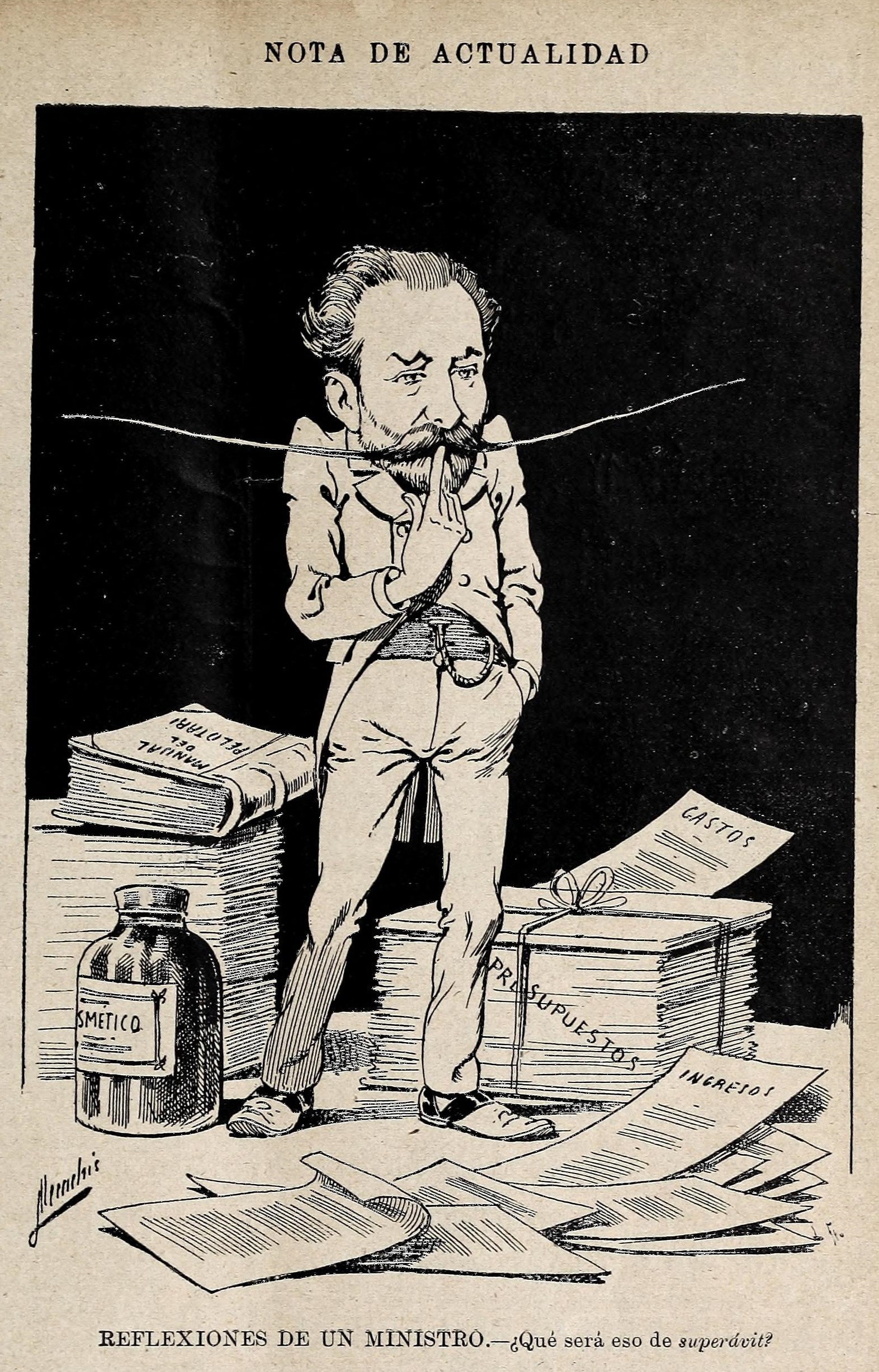
Caricaturizado por Mecachis como ministro de Hacienda (1894).

Nacido en Logroño el 31 de marzo de 1845, era sobrino de Sagasta y miembro del Partido Liberal. Inició su carrera política como diputado por Teruel en las elecciones de 1886, para a partir de entonces ocupar un escaño por Logroño hasta las elecciones de 1899 pasando, desde 1901, a ser designado senador vitalicio. 

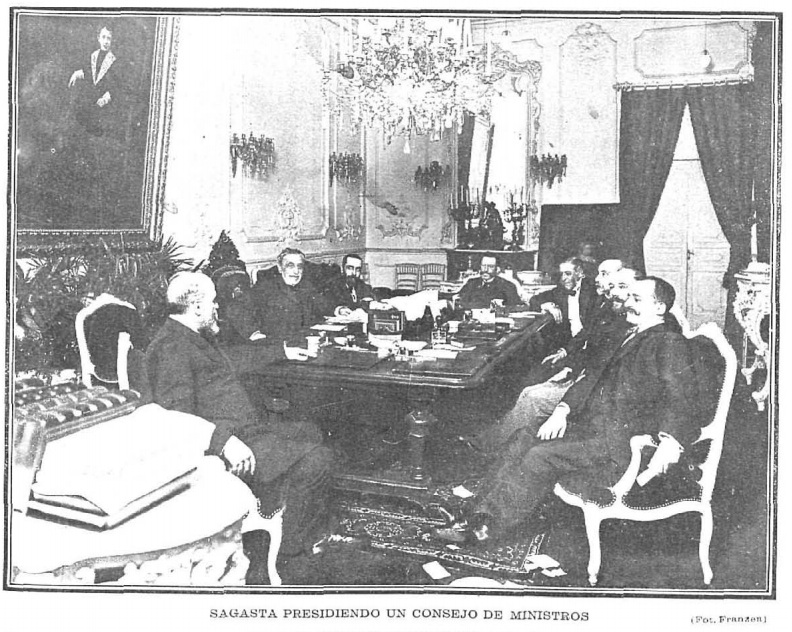
Amós Salvador, 2º por la derecha, en una reunión del gabinete de ministros presidido por Sagasta (Franzen; 1902)

Ministro de Hacienda entre el 12 de marzo y el 17 de diciembre de 1894 volvería a ocupar esta cartera ministerial entre el 1 de diciembre de 1905 y el 6 de julio de 1906.
Ministro de Agricultura, Industria, Comercio y Obras Públicas entre el 15 de noviembre y el 6 de diciembre de 1902, fue también ministro de Instrucción Pública y Bellas Artes entre el 2 de enero y el 3 de abril de 1911 y ministro de Fomento entre el 9 de diciembre de 1915 y el 30 de abril de 1916.
Fue académico numerario de la Real Academia de Ciencias Exactas, Físicas y Naturales (medalla 19) entre el 31 de diciembre de 1893 y el 4 de septiembre de 1922.

## Descendencia
El hijo mayor de Amós Salvador Rodrigáñez fue Amós Salvador Carreras, arquitecto, librepensador y político del primer tercio del siglo XX.
Su segundo hijo, Miguel Salvador Carreras también llegó a ser Diputado en Cortes y fue embajador español en Dinamarca.
Su tercer hijo, Fernando Salvador Carreras, fue arquitecto, miembro de la denominada generación del 25 y activo defensor del movimiento de casas baratas. 
Un biznieto de Amós Salvador (en concreto, nieto de Miguel Salvador Carreras) fue Miguel Boyer Salvador, ministro de Economía y Hacienda en 1982.